# Нове Закшево (Підляське воєводство)
Нове Закшево (пол. Nowe Zakrzewo) — село в Польщі, у гміні Замбрув Замбровського повіту Підляського воєводства.
Населення — 58 осіб (2011).
У 1975-1998 роках село належало до Ломжинського воєводства.

## Демографія
Демографічна структура станом на 31 березня 2011 року:
|          | Загалом | Допрацездатний вік | Працездатний вік | Постпрацездатний вік |
| -------- | ------- | ------------------ | ---------------- | -------------------- |
| Чоловіки | 28      | 9                  | 15               | 4                    |
| Жінки    | 30      | 6                  | 15               | 9                    |
| Разом    | 58      | 15                 | 30               | 13                   |